# Geotrygon violacea
La paloma perdiz violácea paloma violácea,  paloma montera violacea o  paloma perdiz de vientre blanco (Geotrygon violacea) es una especie de ave columbiforme de la familia Columbidae propia de las selvas de Centro y Sudamérica. Su plumaje vivamente coloreado le sirve para camuflarse. Se avistan en solitario o en pequeños grupos. Con una longitud de 30 cm, los adultos pesan entre 100 y 280 g. Su puesta se reduce a dos huevos.

## Subespecies
Se conocen dos subespecies de Geotrygon violacea:
- Geotrygon violacea albiventer - De Nicaragua al norte de Colombia y oeste de Venezuela.
- Geotrygon violacea violacea - De Surinam al este del Brasil,Perú,[4] Bolivia, Paraguay y noreste de Argentina.